# 2012-es Milwaukee IndyFest
A 2012-es Milwaukee IndyFest volt a 2012-es Izod IndyCar Series szezon nyolcadik futama, melyet 2012. június 16-án rendeztek meg a Milwaukeeban található 1,0 mérföldes oválpályán.

## Nevezési lista
| Csapat                           | Motor     | Első pilóta | Első pilóta         | Második pilóta | Második pilóta     | Harmadik pilóta | Harmadik pilóta  | Negyedik pilóta | Negyedik pilóta |
| -------------------------------- | --------- | ----------- | ------------------- | -------------- | ------------------ | --------------- | ---------------- | --------------- | --------------- |
| Team Penske                      | Chevrolet | 2           | Ryan Briscoe        | 3              | Hélio Castroneves  | 12              | Will Power       |                 |                 |
| Panther Racing                   | Chevrolet | 4           | J. R. Hildebrand    |                |                    |                 |                  |                 |                 |
| KV Racing Technology             | Chevrolet | 5           | E. J. Viso          | 8              | Rubens Barrichello | 11              | Tony Kanaan      |                 |                 |
| Dragon Racing                    | Chevrolet | 6           | Katherine Legge     |                |                    |                 |                  |                 |                 |
| Target Chip Ganassi Racing       | Honda     | 9           | Scott Dixon         | 10             | Dario Franchitti   | 38              | Graham Rahal     | 83              | Charlie Kimball |
| A. J. Foyt Enterprises           | Honda     | 14          | Mike Conway         |                |                    |                 |                  |                 |                 |
| Rahal Letterman Laningan Racing  | Honda     | 15          | Szató Takuma        |                |                    |                 |                  |                 |                 |
| Dale Coyne Racing                | Honda     | 18          | Justin Wilson       | 19             | James Jakes        |                 |                  |                 |                 |
| Ed Carpenter Racing              | Chevrolet | 20          | Ed Carpenter        |                |                    |                 |                  |                 |                 |
| Panther-Dreyer & Reinbold Racing | Chevrolet | 22          | Oriol Servià        |                |                    |                 |                  |                 |                 |
| Andretti Autosport               | Chevrolet | 26          | Marco Andretti      | 27             | James Hinchcliffe  | 28              | Ryan Hunter-Reay |                 |                 |
| Sarah Fisher Hartman Racing      | Honda     | 67          | Josef Newgarden     |                |                    |                 |                  |                 |                 |
| Schmidt Hamilton Motorsports     | Honda     | 77          | Simon Pagenaud      |                |                    |                 |                  |                 |                 |
| Lotus-HVM Racing                 | Lotus     | 78          | Simona de Silvestro |                |                    |                 |                  |                 |                 |
| Team Barracuda – BHA             | Honda     | 98          | Alex Tagliani       |                |                    |                 |                  |                 |                 |
| HIVATALOS NEVEZÉSI LISTA         |           |             |                     |                |                    |                 |                  |                 |                 |

## Eredmények

### Időmérő
| Pozíció | #  | Pilóta              | Csapat                           | Motor     | Első kör | Második kör | Összesen   | Átl. seb. (MPH) |
| ------- | -- | ------------------- | -------------------------------- | --------- | -------- | ----------- | ---------- | --------------- |
| 1.      | 10 | Dario Franchitti    | Chip Ganassi Racing              | Honda     | 21.7079  | 21.6021     | 00:43.3100 | 168.737         |
| 2.      | 18 | Justin Wilson       | Dale Coyne Racing                | Honda     | 21.7211  | 21.7046     | 00:43.4257 | 168.287         |
| 3.      | 28 | Ryan Hunter-Reay    | Andretti Autosport               | Chevrolet | 21.7177  | 21.8054     | 00:43.5231 | 167.911         |
| 4.      | 12 | Will Power          | Team Penske                      | Chevrolet | 21.9041  | 21.7620     | 00:43.6661 | 167.361         |
| 5.      | 8  | Rubens Barrichello  | KV Racing Technology             | Chevrolet | 21.9068  | 21.8801     | 00:43.7869 | 166.899         |
| 6.      | 3  | Hélio Castroneves   | Team Penske                      | Chevrolet | 21.6746  | 22.1482     | 00:43.8228 | 166.763         |
| 7.      | 67 | Josef Newgarden     | Sarah Fisher Hartman Racing      | Honda     | 21.9132  | 21.9264     | 00:43.8396 | 166.699         |
| 8.      | 5  | E. J. Viso          | KV Racing Technology             | Chevrolet | 22.0271  | 21.9795     | 00:44.0066 | 166.066         |
| 9.      | 2  | Ryan Briscoe        | Team Penske                      | Chevrolet | 22.0744  | 21.9414     | 00:44.0158 | 166.031         |
| 10.     | 11 | Tony Kanaan         | KV Racing Technology             | Chevrolet | 22.0651  | 21.9815     | 00:44.0466 | 165.915         |
| 11.     | 9  | Scott Dixon         | Chip Ganassi Racing              | Honda     | 22.0589  | 22.0379     | 00:44.0968 | 165.726         |
| 12.     | 77 | Simon Pagenaud      | Schmidt Hamilton Motorsports     | Honda     | 22.2078  | 21.9842     | 00:44.1920 | 165.369         |
| 13.     | 27 | James Hinchcliffe   | Andretti Autosport               | Chevrolet | 22.1365  | 22.0707     | 00:44.2072 | 165.312         |
| 14.     | 15 | Szató Takuma        | Rahal Letterman Laningan Racing  | Honda     | 22.0559  | 22.1587     | 00:44.2146 | 165.285         |
| 15.     | 26 | Marco Andretti      | Andretti Autosport               | Chevrolet | 22.0819  | 22.2377     | 00:44.3196 | 164.893         |
| 16.     | 4  | J. R. Hildebrand    | Panther Racing                   | Chevrolet | 22.2250  | 22.2490     | 00:44.4740 | 164.321         |
| 17.     | 38 | Graham Rahal        | Chip Ganassi Racing              | Honda     | 22.1626  | 22.3447     | 00:44.5073 | 164.198         |
| 18.     | 98 | Alex Tagliani       | Team Barracuda – BHA             | Honda     | 22.4180  | 22.1795     | 00:44.5975 | 163.866         |
| 19.     | 6  | Katherine Legge     | Dragon Racing                    | Chevrolet | 22.3811  | 22.3119     | 00:44.6930 | 163.516         |
| 20.     | 19 | James Jakes         | Dale Coyne Racing                | Honda     | 22.6158  | 22.4897     | 00:45.1055 | 162.020         |
| 21.     | 83 | Charlie Kimball     | Chip Ganassi Racing              | Honda     | 22.6866  | 22.6825     | 00:45.3691 | 161.079         |
| 22.     | 22 | Oriol Servià        | Panther-Dreyer & Reinbold Racing | Chevrolet | 22.9041  | 22.6640     | 00:45.5681 | 160.375         |
| 23.     | 20 | Ed Carpenter        | Ed Carpenter Racing              | Chevrolet | 22.8046  | 22.7826     | 00:45.5872 | 160.308         |
| 24.     | 78 | Simona de Silvestro | Lotus-HVM Racing                 | Lotus     | 22.9762  | 22.6660     | 00:45.6422 | 160.115         |
| 25.     | 14 | Mike Conway         | A. J. Foyt Enterprises           | Honda     | 22.8510  | 22.8828     | 00:45.7338 | 159.794         |

## Rajtfelállás
| Rajtsor                                           | Belső ív | Belső ív            | Külső ív | Külső ív          |
| ------------------------------------------------- | -------- | ------------------- | -------- | ----------------- |
| 1                                                 | 10       | Dario Franchitti    | 28       | Ryan Hunter-Reay  |
| 2                                                 | 8        | Rubens Barrichello  | 3        | Hélio Castroneves |
| 3                                                 | 5        | E. J. Viso          | 11       | Tony Kanaan       |
| 4                                                 | 77       | Simon Pagenaud      | 27       | James Hinchcliffe |
| 5                                                 | 26       | Marco Andretti      | 4        | J. R. Hildebrand  |
| 6                                                 | 38       | Graham Rahal        | 18       | Justin Wilson †   |
| 7                                                 | 98       | Alex Tagliani       | 12       | Will Power †      |
| 8                                                 | 6        | Katherine Legge     | 19       | James Jakes       |
| 9                                                 | 67       | Josef Newgarden †   | 83       | Charlie Kimball   |
| 10                                                | 2        | Ryan Briscoe †      | 22       | Oriol Servià      |
| 11                                                | 9        | Scott Dixon †       | 20       | Ed Carpenter      |
| 12                                                | 78       | Simona de Silvestro | 15       | Szató Takuma †    |
| 13                                                | 14       | Mike Conway †       |          |                   |
| † 10 rajthelyes büntetést kapott motorcsere miatt |          |                     |          |                   |

### Verseny
| Pozíció | #  | Pilóta              | Csapat                           | Motor     | Futott kör | Idő/Kiesés oka  | Rajthely | Élen töltött körök száma | Pont |
| ------- | -- | ------------------- | -------------------------------- | --------- | ---------- | --------------- | -------- | ------------------------ | ---- |
| 1.      | 28 | Ryan Hunter-Reay    | Andretti Autosport               | Chevrolet | 225        | 1:52:17.8119    | 2        | 84                       | 52   |
| 2.      | 11 | Tony Kanaan         | KV Racing Technology             | Chevrolet | 225        | +5.1029         | 6        | 0                        | 40   |
| 3.      | 27 | James Hinchcliffe   | Andretti Autosport               | Chevrolet | 225        | +7.2715         | 8        | 1                        | 35   |
| 4.      | 22 | Oriol Servià        | Panther-Dreyer & Reinbold Racing | Chevrolet | 225        | +9.8940         | 20       | 0                        | 32   |
| 5.      | 5  | E. J. Viso          | KV Racing Technology             | Chevrolet | 225        | +10.0782        | 5        | 27                       | 30   |
| 6.      | 3  | Hélio Castroneves   | Team Penske                      | Chevrolet | 225        | +12.1105        | 4        | 50                       | 28   |
| 7.      | 98 | Alex Tagliani       | Team Barracuda – BHA             | Honda     | 225        | +12.3440        | 13       | 0                        | 26   |
| 8.      | 20 | Ed Carpenter        | Ed Carpenter Racing              | Chevrolet | 225        | +12.7396        | 22       | 0                        | 24   |
| 9.      | 38 | Graham Rahal        | Chip Ganassi Racing              | Honda     | 225        | +13.3395        | 11       | 0                        | 22   |
| 10.     | 8  | Rubens Barrichello  | KV Racing Technology             | Chevrolet | 225        | +13.8178        | 3        | 0                        | 20   |
| 11.     | 9  | Scott Dixon         | Chip Ganassi Racing              | Honda     | 225        | +14.3764        | 21       | 0                        | 19   |
| 12.     | 12 | Will Power          | Team Penske                      | Chevrolet | 225        | +24.2642        | 14       | 0                        | 18   |
| 13.     | 77 | Simon Pagenaud      | Schmidt Hamilton Motorsports     | Honda     | 224        | +1 Kör          | 7        | 0                        | 17   |
| 14.     | 2  | Ryan Briscoe        | Team Penske                      | Chevrolet | 224        | +1 Kör          | 19       | 0                        | 16   |
| 15.     | 26 | Marco Andretti      | Andretti Autosport               | Chevrolet | 224        | +1 Kör          | 9        | 0                        | 15   |
| 16.     | 14 | Mike Conway         | A.J. Foyt Enterprises            | Honda     | 224        | +1 Kör          | 25       | 0                        | 14   |
| 17.     | 83 | Charlie Kimball     | Chip Ganassi Racing              | Honda     | 224        | +1 Kör          | 18       | 0                        | 13   |
| 18.     | 6  | Katherine Legge     | Dragon Racing                    | Chevrolet | 220        | +5 Kör          | 15       | 0                        | 12   |
| 19.     | 10 | Dario Franchitti    | Chip Ganassi Racing              | Honda     | 193        | Baleset         | 1        | 63                       | 13   |
| 20.     | 15 | Szató Takuma        | Rahal Letterman Lanigan Racing   | Honda     | 107        | Baleset         | 24       | 0                        | 12   |
| 21.     | 19 | James Jakes         | Dale Coyne Racing                | Honda     | 106        | Baleset         | 16       | 0                        | 12   |
| 22.     | 4  | J. R. Hildebrand    | Panther Racing                   | Chevrolet | 105        | Motor           | 10       | 0                        | 12   |
| 23.     | 18 | Justin Wilson       | Dale Coyne Racing                | Honda     | 93         | Motor           | 12       | 0                        | 12   |
| 24.     | 78 | Simona de Silvestro | HVM Racing                       | Lotus     | 62         | Baleset         | 23       | 0                        | 12   |
| 25.     | 67 | Josef Newgarden     | Sarah Fisher Hartman Racing      | Honda     | 48         | Üzemanyagnyomás | 17       | 0                        | 10   |

### Verseny statisztikák
A verseny alatt 5-ször változott az élen álló személye 5 versenyző között.
| Változás az élen | Változás az élen  |
| Kör              | Élen              |
| ---------------- | ----------------- |
| 64               | Hélio Castroneves |
| 69               | James Hinchcliffe |
| 70               | E. J. Viso        |
| 97               | Hélio Castroneves |
| 142              | Ryan Hunter-Reay  |

| Élen töltött körök száma | Élen töltött körök száma |
| Körök                    | Versenyző                |
| ------------------------ | ------------------------ |
| 84                       | Ryan Hunter-Reay         |
| 63                       | Dario Franchitti         |
| 50                       | Hélio Castroneves        |
| 27                       | E. J. Viso               |
| 1                        | James Hinchcliffe        |

| Sárga zászlók: 5 alkalommal összesen 51 körön át | Sárga zászlók: 5 alkalommal összesen 51 körön át |
| Körök                                            | Ok                                               |
| ------------------------------------------------ | ------------------------------------------------ |
| 67-78                                            | #78-as autó balesete a 4-es kanyarban            |
| 94-102                                           | #18-as autó megállása az 1-es kanyarban          |
| 108-121                                          | #15-ös és #19-es autó balesete a 2-es kanyarban  |
| 182-191                                          | Víz a 3-as kanyarban                             |
| 195-200                                          | #10-es autó balesete a 3-as kanyarban            |

## Bajnokság állása a verseny után
Pilóták bajnoki állása
| Pozíció | Pilóta            | Pontok |
| ------- | ----------------- | ------ |
| 1       | Will Power        | 274    |
| 2       | James Hinchcliffe | 243    |
| 3       | Scott Dixon       | 239    |
| 4       | Ryan Hunter-Reay  | 233    |
| 5       | Hélio Castroneves | 231    |

Gyártók bajnoksága
| Pozíció | Gyártó    | Pontok |
| ------- | --------- | ------ |
| 1       | Chevrolet | 63     |
| 2       | Honda     | 57     |
| 3       | Lotus     | 32     |